# الكسندر ديك
الكسندر ديك (30 نوفمبر 1922 في أستراليا - 31 يناير 2018) (بالإنجليزية: Alexander Dick)‏ هو لاعب كريكت أسترالي. لعب مع فريق غرب أستراليا للكريكت ‏.

## وصلات خارجية
- الكسندر ديك على موقع إي آس بي آن كريك إنفو (الإنجليزية)